# László Bódi (żużlowiec)
László Bódi (ur. 1 grudnia 1960 w Debreczynie) – węgierski żużlowiec.

## Życiorys
Dwukrotny srebrny medalista indywidualnych mistrzostw Węgier (1994, 1995). Brązowy medalista młodzieżowych indywidualnych mistrzostw Węgier (1981)
Reprezentant Węgier w zawodach międzynarodowych. Finalista drużynowych mistrzostw świata (Piła 1997 – VII miejsce). Wielokrotny uczestnik eliminacji indywidualnych mistrzostw świata (najlepszy wynik: Pocking 1985 – XVI miejsce w finale kontynentalnym). 
Startował w ligach: węgierskiej, austriackiej, słoweńskiej i polskiej – w barwach klubów: KKŻ Krosno (1991–1995, 1997), Wanda Kraków (1996, 1998) oraz Stal  Rzeszów (1999).